# 初到東京
《初到東京》（英語：Tokyo Newcomer），是2012年一套中日合拍的電影，由秦昊、倍赏千惠子、中泉英雄、张钧甯、田原、池内博之主演。

## 劇情
围棋高手吉流初到东京，偶遇昔日的围棋世家高手五十岚婆和她的孙子翔一，曾经是围棋高手的翔一突然厌恶了祖传的围棋，迷上了拳击，并与黑道产生了纠葛，翔一生命垂危……秦昊扮演的中国青年围棋手吉流初到东京留学，生活的种种不顺，使他陷入迷茫的困境，在去千叶的列车上，他与背着蔬菜的五十岚婆婆有了一次奇特的偶遇…… 初到东京的吉流既要生存，又要继续自己的围棋 事业，他到底能否达成所愿？他与五十岚婆和翔一之间的较量结果如何？

## 角色
- 倍赏千惠子....五十岚婆
- 秦昊....吉流
- 中泉英雄....翔一
- 张钧甯....奈菜子
- 田原....内藤加美

## 幕后团队
- 导演：蒋钦民
- 编剧：蒋钦民
- 出品人：朱志平
- 联合出品人：丁寅秋  桥本直树
- 监制：丁寅秋  星野秀树
- 总制片人：蔡子莉
- 制片人：李婷
- 策划顾问：藤井树
- 宣传总监：赵雪
- 摄影：钉宫慎治
- 美术：矶见俊裕
- 作曲：黄伟灿
- 服装设计：黑泽和子
- 营销推广：靠晋映画